# Stellifer colonensis
Stellifer colonensis is een straalvinnige vissensoort uit de familie van ombervissen (Sciaenidae). De wetenschappelijke naam van de soort is voor het eerst geldig gepubliceerd in 1925 door Meek & Hildebrand.